# Tunnersjön
Tunnersjön är en sjö i Åsele kommun i Lappland och ingår i Gideälvens huvudavrinningsområde. Sjön har en area på 0,109 kvadratkilometer och ligger 347,1 meter över havet. Sjön avvattnas av vattendraget Tunnersjöbäcken.

## Delavrinningsområde
Tunnersjön ingår i det delavrinningsområde (713460-158651) som SMHI kallar för Mynnar i Gideälven. Medelhöjden är 348 meter över havet och ytan är 6,8 kvadratkilometer. Räknas de 6 avrinningsområdena uppströms in blir den ackumulerade arean 132,51 kvadratkilometer. Tunnersjöbäcken som avvattnar avrinningsområdet har biflödesordning 2, vilket innebär att vattnet flödar genom totalt 2 vattendrag innan det når havet efter 189 kilometer. Avrinningsområdet består mestadels av skog (78 procent) och sankmarker (20 procent). Avrinningsområdet har 0,11 kvadratkilometer vattenytor vilket ger det en sjöprocent på 1,6 procent.